# Camp magnètic de la Lluna

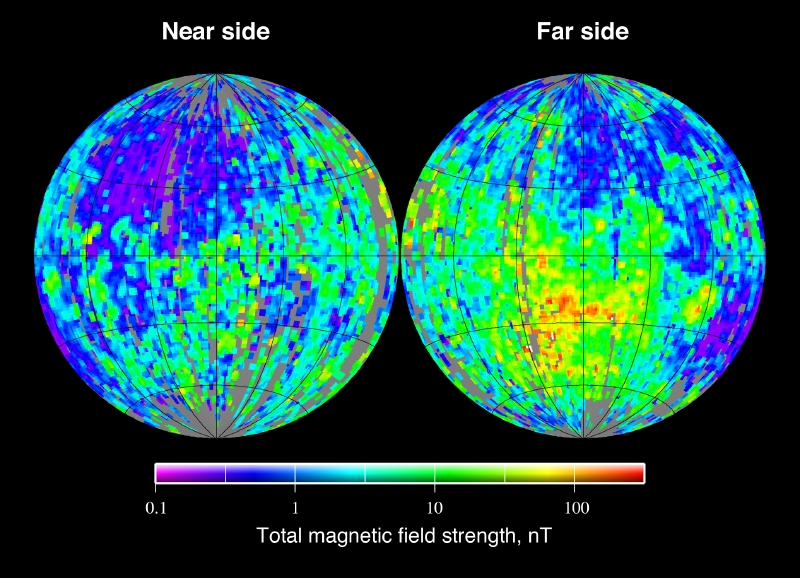
Intensitat total del camp magnètic en la superfície de la Lluna com es deriva de l'experiment amb el reflectòmetre d'electrons -ER- del Lunar Prospector

El camp magnètic lunar és el camp magnètic que s'estén des del nucli intern de la Lluna cap al seu exterior.

## Característiques
El camp magnètic de la Lluna té un camp extern molt feble en comparació del terrestre. A més, la Lluna no té actualment un camp magnètic dipolar (com seria el generat per una geodinamo en el seu nucli), i la magnetització variable que està present és gairebé íntegrament de l'escorça lunar en origen.
S'afirma que les magnetitzacions corticals van ser adquirides a principis de la història lunar, quan una geodinamo seguia funcionant. La petita grandària del nucli lunar, no obstant això, és un obstacle potencial per a plantejar aquesta hipòtesi amb rang de teoria.
Alternativament, és possible que, en un cos sense atmosfera com la Lluna, camps magnètics transitoris puguin generar-se durant esdeveniments de grans impactes. Sobre aquesta base, s'ha observat que les majors magnetitzacions corticals estan localitzades prop dels antípodes de les conques de grans impactes. Un fenomen d'aquest tipus pot ser el resultat de la lliure expansió d'un núvol de plasma generat per un impacte a l'entorn de la Lluna amb la presència d'un camp magnètic ambiental.
El satèl·lit artificial Chandrayaan-1 ha traçat un mapa d'una petita magnetosfera en l'antípoda de Crisium, al punt més llunyà de la Lluna, amb el Sub-keV Atom Reflecting Analyzer (SARA). La petita magnetosfera és de 360 km de diàmetre en la superfície i està envoltada per una regió de 300 km de gruix amb un major flux de plasma, que sorgeix del vent solar que flueix al voltant d'aquesta magnetosfera.
Les partícules fines de pols lunar en realitat podrien surar, expulsades de la seva superfície per repulsió electroestàtica. Això pot crear una atmosfera temporal nocturna de pols amb vent diàfan. Atreta per les diferències en l'acumulació de càrrega, la pols que sura de manera natural es desplaçaria des del costat nocturn fortament negatiu al costat diürn feblement negatiu. El Lunar Atmosphere and Dust Environment Explorer també va analitzar aquestes dades.
La capa de plasma és una estructura molt dinàmica, en un estat constant de moviment, per la qual cosa la Lluna orbita per la magnetosfera d'aquesta capa de plasma i pot estendre's a través d'aquesta amb fases que poden durar des de minuts a hores, o fins i tot dies.